# Чесма (линейный корабль, 1770)
«Чесма» или «Святой Иоанн Креститель» — парусный линейный корабль Балтийского флота Российской империи, один из кораблей типа «Святой Павел», участник русско-турецкой войны 1768—1774 годов.

## Описание корабля
Представитель серии парусных трёхдечных линейных кораблей типа «Святой Павел». Корабли этого типа строились с 1743 по 1770 год в Санкт-Петербургском адмиралтействе. Всего в рамках серии было построено 10 линейных кораблей. Длина корабля составляла 55,5 метра, ширина — 14,1 метра, а осадка — 6,3 метра. Первоначальное вооружение судна состояло из 80-ти орудий, во время тимберовки в Кронштадте в 1780 году был переоборудован в 74-пушечный.
Корабль назван в честь победы русского флота в Чесменском сражении 26 июня (7 июля) 1770 года в день святого Иоанна Крестителя, второе наименование судна «Святой Иоанн Креститель», и был первым из пяти парусных линейных кораблей российского флота, названных этим именем. Также одноимённые корабли строились в 1783 и 1811 годах для Балтийского флота и в 1828 и 1849 годах для Черноморского. Помимо этого в составе Балтийского флота несла службу одноимённая галера 1762 года постройки.

## История службы
Корабль «Чесма» был заложен 13 (24) июня 1766 года в Санкт-Петербургском адмиралтействе и после спуска на воду 9 (20) октября 1770 года вошёл в состав Балтийского флота России. Строительство вёл корабельный мастер И. В. Ямес.
С июля по сентябрь 1771 года выходил в практическое плавание в Балтийское море в составе эскадры. В октябре того же года совершил переход из Кронштадта в Ревель.
Принимал участие в русско-турецкой войне 1768—1774 годов. 8 (19) мая 1772 года во главе Четвёртой Архипелагской эскадры под флагом контр-адмирала В. Я. Чичагова вышел из Ревеля и, пройдя по маршруту Копенгаген — Ла-Манш — Гибралтар — Порт-Магон, 15 (26) августа прибыл в Ливорно. Где, после передачи командования эскадрой командиру корабля «Граф Орлов» капитану 1-го ранга М. Т. Коняеву, контр-адмирал В. Я. Чичагов покинул эскадру и отбыл в Россию.
28 августа (8 сентября) 1772 года эскадра, в состав которой входил корабль «Чесма», покинула Ливорно, 29 сентября (10 октября) подошла к острову Цериго и начала выполнять крейсерские плавания между ним и островом Кандия. 25 октября (5 ноября) в Патрасском заливе российскими кораблями была обнаружена турецкая эскадра. На следующий день 26 октября (6 ноября) русская эскадра атаковала турецкую, и последняя отошла вглубь залива под защиту батарей крепости Патрас. 27 октября (7 ноября) корабли русской эскадры обстреливали турецкие корабли, лавируя под парусами. Во время Патрасского сражения 28 октября (8 ноября) корабль «Чесма» стал на якорь против линии противника и открыл огонь брандскугелями, при этом удалось поджечь турецкие фрегат и шебеку. После этого, во избежание атаки брандеров противника, снялся с якоря и начал вести огонь по турецким кораблям ядрами и картечью, лавируя под парусами. После уничтожения турецких судов корабли русской эскадры стали на якорь в Патрасском заливе. 4 (15) ноября эскадра ушла из залива и 19 (30) ноября присоединилась к флоту у острова Миконо.
В 1773 и 1774 годах корабль принимал участие в крейсерских плаваниях в Архипелаге и блокаде пролива Дарданеллы. В августе 1774 года корабль покинул Архипелаг и через Ливорно ушёл в Порт-Магон на ремонт, откуда 15 (26) августа 1775 года в составе эскадры вице-адмирала А. В. Елманова ушёл в Россию. Пройдя по маршруту Гибралтар — Портсмут — Копенгаген, 9 (20) октября корабли эскадры прибыли в Ревель.
В июне 1776 года совершил переход из Ревеля в Кронштадт, где 7 (18) июля принимал участие в Высочайшем смотре судов Архипелагских эскадр. В том же году участвовал в учениях флота у Красной Горки. После 1776 года корабль «Чесма» в море не выходил, находился в Кронштадтской гавани, где в 1781 году и был разобран.

## Командиры судна
Командирами линейного корабля «Чесма» в разное время служили:
- П. Фастинг (1771 год);
- И. И. Аклейн (с апреля по август 1772 года);
- П. Н. Аничков (с августа 1772 года по 1777 год).

### Комментарии
1. ↑  Также в серию входили линейные корабли «Святой Иоанн Златоуст первый», «Святой Николай», «Святой Андрей Первозванный», «Святой Климент Папа Римский», «Кир Иоанн», «Святая Екатерина», «Святослав» и два «Святых Павла» 1743 и 1755 годов постройки
2. ↑  169 футов.
3. ↑  46 футов 4 дюйма.
4. ↑  20 футов 7 дюймов.